# فكتوريا دراموند
فيكتوريا أليكسندرينا دراموند (بالإنجليزية: Victoria Drummond)‏، عُرفت بأنها أول مهندسة بحريّة في بريطانيا وأول عضو من النساء في معهد المهندسين البحريين والحاصلة على رتبة الإمبراطورية البريطانية (إم بي إي)، عاشت في الفترة بين (1894- 1978)، أدّت دراموند خدمتها في الحرب العالمية الثانية كضابط هندسي في البحرية البريطانية التجارية، حصلت على جوائز لشجاعتها تحت نيران الأعداء.

## طفولتها
وُلِدت فيكتوريا دراموند في 14 أكتوبر عام 1894 في قرية إيرول الواقعة في مدينة بيرثشاير في اسكتلندا. والدها الكابتن «مالكوم دراموند» شغل وصيف الملك في عهد الملكة فيكتوريا، ونائب ملازم في بيرثشاير، والدتها «جيرالدين مارغريت تايسن» ابنه «وليام تايسن» أول بارون لـ مدينة أميرست من هاكني.
كان لها شقيقتان، جين وفرانسيس، بالإضافة لشقيقها الأصغر جون دراموند، ولقد عُمّدت باسم فكتوريا نسبةً للملكة فيكتوريا، والتي كانت واحدة من عرّاباتها. تربّت فيكتوريا وإخوتها في كلٍ من كنيسة اسكتلندا والكنيسة الأسقفية الاسكتلندية، وقد عملت مع إخوتها الثلاثة وهم أطفال في زراعة الخضروات والزهور لبيعها بالإضافة لتربية الدواجن، تخصّصت فيكتوريا في خض الزبدة، مرّت تربيتهم المتميزة بظروف صعبة على إثر الخسارة التي كلّفت جدّيها ثروة في استثمارات عام 1906.
عملت إحدى جدّاتها في خراطة الخشب والعاج حيث كانت تنتمي إلى حِرفيي الخراطة في شركة إكساء. أصبحت دراموند صانعة لنماذج وكؤوس الفائزين، كانت تصنع ألعابها الشخصية حيث كانت تُعرض في المعارض وحصدت بسببها جوائز في المسابقات.
اعتادت دراموند على زيارة معارض الأعمال الهندسية لروبرت مورتون وأولاده في مدينة إيرول، الذين صمموا شاحنات وحافلات تعمل بالدفع البخاري ومحركات البنزين. كأي فتاة صغيرة تُحب الاستفسار، سألت السيد مورتون كيف يمكنها أن تتعلم لتصبح مهندسة بحريّة وتذهب إلى البحر، لربما أخذ مورتون كلام الصغيرة على محمل الجد أو لم يأخذه، لكنّه أجابها بأن تتلقّى تدريبًا لفترة محددة من ثم تبحث في المتاجر عن شاغر لها وهنا تكون البداية كي تخدم حينها، لتبحث من بعدها على سفينة من شأنها أن تعطيها معبرًا لها كمهندسة. في شهر فبراير من عام 1913 قام والِدا دراموند بنقلها إلى لندن حيث عُرضت هناك في المحكمة للملك جورج الخامس والملكة ماري كأنثى مبتدئة (المبتدئة هي الشابة التي تنتمي لعائلة من طبقة عليا والتي وصلت لمرحلة النضوج فتخرج للمجتمع في الظهور الأول كبالغ جديد).

## فترة التدريب
في عام 1915 بلغت دراموند الحادي والعشرين من العمر، شجّعها والِداها على اختيار حياتها المهنيّة، كانت تُكرر دومًا أن طموحها هو مهندسة بحريّة. بدأت تدريبها في المرآب الشمالي في مدينة بيرث، وكمتدربة في السنة الأولى كان أجرها هو ثلاثة شلن في الأسبوع، وبعد خصم ستة بنسات من أجل التأمين الوطني، وصل أجرها الصافي إلى نصف تاج (فئة من المال البريطاني، أي ما يعادل اثنين من شلن وستة بنسات، أو واحد من الثمانية للرطل)، أما في سنتها الثانية فكان أجرها من دون شركة التأمين الوطني هو ستة شلن. كان رئيس العمال التي تتبع له السيد مالكوم الذي كان يعمل في ورشة بناء السفن في مدينة كلايد، ذهبت للبحر وصعدت لتكون كبير المهندسين هناك ولتدعم ما تدربت عليه. تعلّمت دراموند الرياضيات والهندسة في ثلاثة أيام من كل أسبوع على يد أستاذ من كلية داندي التقنية -المعروفة الآن باسم أبرتاي-. دعم السيد مالكوم دراموند لكنّه في عام 1918 طُرد بسبب إدمانه على الكحول.
استقالت دراموند من المرآب بعد أن أخذت وقتًا في المضيّ قُدمًا، حصل لها والدها على عمل في شركة كاليدون لبناء السفن والهندسة في مدينة داندي، والذي جعلها تدخل في مجال المحركات والغلّايات، بدأت كصانعة سَبكِ النماذج المعدنية، وفي عام 1919 حصلت على ترقية وانتقلت لقسم التشطيب وإنهاء الأعمال. انضمّت دراموند لجمعية المرأة الهندسية وأتمّت تدريبها عام 1920 بعد أن انتُخبت كخريجة من معهد المهندسين البحريين. بقيت في كاليدون تعمل كحِرفيّة قبل أن تنتقل لاحقًا إلى مكتب الرسم والتصميم. عام 1922 عانت الشركة من انخفاض في الطلبات وبدأت بطرد العديد من العمّال بمن فيهم دراموند التي غادرتها في السابع من شهر يوليو من العام نفسه.

## السنوات الأولى في البحر

### سفينة آنشيس
في بدايات دراموند مع شركة كاليدون، قدّمها مؤسس الشركة «دبليو. بي طومسون» مع والديها إلى «هنري وورتلي» مدير شركة «بلو فانل لاين» والذي وعدها بمنصب مهندسة بحريّة حالما تُكمل تدريباتها. وبعد أن فُصلت دراموند في 1922 من كاليدون؛ كتبت رسالة إلى وورتلي لمناقشة عرضه السابق، لكن لم تكن دراموند على عِلم بأن وورتلي قد توفّي عام 1919. وبالرغم من ذلك، حافظ رجل الأعمال «لورانس هولت» في شركة بلو فانل لاين على وعد وورتلي ودعاها إلى ليفربول لإجراء مقابلة معه.
وظّفتها بلو فانل لاين في بداية الأمر في مكتب السجلات الهندسية في ليفربول، براتب 12 ألف جنيه إسترليني شهريًا، وفي الخامس والعشرين من شهر أغسطس، أي بعد حوالي الشهر، وقعّت عقدًا للقيام برحلة تجريبية كمهندسة بحرية مساعدة على متن سفينة الركّاب «آنشيس» بإجمالي حمولة تقدّر بـ 10.000 آلاف راكب، والمتوجهة من ليفربول إلى غلاسكو. وفي الثاني من شهر سبتمبر، وقّعت دراموند عقدًا مرة أخرى مع آنشيس بمنصب المهندسة العاشرة. بلغ راتبها 10 آلاف جنيه إسترليني في الشهر، كان أقل بألفي جنيه إسترليني مما دفعته الشركة لها على الشاطئ. خدمت دراموند على متن السفينة حتّى عام 1924 حيث قامت خلالها بأربع رحلات إلى أستراليا وواحدة إلى الصين.
قَبِل جميع الطاقم على متن السفينة باستثناء أحد الضبّاط وبعض الركّاب أن تقود السفينة امرأة، وقد وُجّهت تصريحات مهينة لدراموند من قبل بعض النساء من الركّاب، وعندما مرِض المهندس الثاني المعتاد للسفينة، حل مكانه السيد «هاورد» والتي تقول دراموند إنه اضطهدها. كانت دراموند صديقةً للمهندس الثاني «مالكوم كايل» الذي دعمها في مسيرتها المهنية، وكان مرافقًا لها في جميع الأحداث التي جرت على الشاطئ، كان كايل يصفها بـ «المُدافعة». كانت دراموند تُطلق على كويل لقب «القنفذ»، وفي المقابل كان كويل يلقّبها بـ «كيث» نسبةً لشخصية كاثرينا في مسرحية «ترويض النمرة». كان كويل متزوجًا ولديه طفلان، ولم يكن لدى دراموند أدنى شك بوجود مشاكل بينهما. ومع ذلك، عندما أرادت الخضوع للامتحان الذي يجعلها مهندسة ثانية؛ كتبت إلى مديرها السيد «فريمان» طلبًا يفتقر إلى الحِكمة تقترح فيه ترقية كايل ليكون كبير المهندسين وتكون هي المهندسة الثانية له، ما جعل فريمان يأخذ انطباعًا سيئًا بأن يكون بين كايل ودراموند علاقة غرامية. وفي أبريل من عام 1924 غادرت دراموند السفينة «آنشيس» واستقالت من شركة بلو فانل.